# Monareczka białowąsa
Monareczka białowąsa, monarka białobroda (Symposiachrus barbatus) – gatunek małego ptaka z rodziny monarek (Monarchidae). Jest endemitem archipelagu Wysp Salomona. Jego naturalnym siedliskiem są wilgotne lasy subtropikalne lub tropikalne. Jest bliski zagrożenia wyginięciem przez utratę siedlisk.

## Taksonomia
Gatunek ten był wcześniej umieszczany w rodzaju Monarcha, dopóki nie został przeniesiony do Symposiachrus w 2009 roku.
Niektórzy autorzy wyróżniają 2 podgatunki:
- S. b. barbatus (Ramsay, 1879) – występuje na głównych Wyspach Salomona
- S. b. malaitae (Mayr, 1931) – występuje na wyspie Malaita (wschodnie Wyspy Salomona).

Inni natomiast nie wyróżniają podgatunków i traktują ten drugi jako odrębny gatunek monareczka białolica S. malaitae.

## Morfologia
Upierzenie dorosłych osobników białe od spodu, z wyjątkiem czarnego gardła i piersi. Od góry czarne z białym pasem – „wąsem” biegnącym od policzka i dużą białą plamą na skrzydle. Obie płcie są do siebie podobne. Młode osobniki mają boki głowy i górną część ciała szaro-brązowe, końcówki pokryw pierwszego rzędu rudo-brązowe, ogon czarno-brązowy z jasnorudymi końcówkami zewnętrznych sterówek.
Długość ciała 14–16 cm; masa ciała 19–26,5 g.

## Ekologia

### Występowanie
Występuje na Wyspach Salomona. Zasięg występowania to 126 tys. km². Występuje w lasach pierwotnych i starych lasach wtórnych o zamkniętych koronach do wysokości 1200 m n.p.m., często w bambusowych zaroślach. Rzadko występuje w lasach nizinnych i lasach silnie zdegradowanych.

### Wokalizacje
Najczęstsze nawoływania obejmują wysokie gwizdy i ostre dźwięki.

## Status
W Czerwonej księdze gatunków zagrożonych Międzynarodowej Unii Ochrony Przyrody (IUCN) monareczka białowąsa została sklasyfikowana jako gatunek najmniejszej troski (LC – Least Concern). Wielkość populacji nie jest znana, ale ptak ten jest opisywany jako dość pospolity lub lokalnie pospolity. Trend populacyjny uznaje się za malejący, podejrzewa się, że gatunek ten powoli zanika z powodu wyrębu lasów. Duże obszary lasów nizinnych w całym regionie zostały wycięte lub są objęte koncesjami na wycinkę, ale ponieważ większość populacji znajduje się na wzgórzach, gatunek ten prawdopodobnie zanika w umiarkowanym tempie.